# Торнео дель Интериор
«Торнео дель Интериор» (исп. Torneo del Interior), также «Топ 16» (исп. Top 16) — аргентинский ежегодный турнир по регби-15, проводимый среди клубов, не входящих в Регбийный союз Буэнос-Айрес. Наряду с Торнео де ла УРБА, чемпионатом столичных команд, Торнео дель Интериор является своеобразным отборочным этапом к турниру Насьональ де Клубес, в котором определяется сильнейший клуб страны. С 2013 года к участию в Насьональ допускаются девять сильнейших клубов Торнео дель Интериор; там они соревнуются с семью лучшими командами столичного региона. Кроме того, в Аргентине проводится чемпионат среди сборных команд регионов страны — Кампеонато Архентино.
Отбор к участию в Торнео дель Интериор проводится в следующих зонах: Литораль, Нороэсте, Сентро, Норесте, Пампеана, Оэсте и Патагонико. Первые сезоны турнира состоялись в 1998—2004 годах; в 2009 году чемпионат был запущен вновь. Цель турнира — развитие провинциальных регбийных клубов, повышение их конкурентоспособности относительно столичных команд. 

## Формат проведения
32 команды распределены по двум дивизионам: Зона Кампеонато и Зона Асенсо. Каждый дивизион включает 16 коллективов. Во второй половине сезона чемпионат продолжается с участием уже восьми лучших команд каждого дивизиона, затем следуют полуфинальные и финальные матчи.
Девять сильнейших клубов чемпионата становятся участниками турнира Насьональ де Клубес, в котором разыгрывается титул сильнейшей команды Аргентины. Другие семь участников Насьональ представляют провинцию Буэнос-Айрес.

### Зона Кампеонато
Квалификация к участию проводится по следующей схеме: 6 команд представляют зону Нороэсте, 4 — Литораль, 3 — Сентро, 2 — Оэсте, 1 — Пампеану.

### Зона Асенсо
Квалификация к участию проводится по следующей схеме: 3 команды представляют Литораль, 3 — Пампеану,  2 — Сентро, 2 — Нороэсте, 2 — Норесте, 2 — Оэсте, 2 — Патагонико.

## Победители
Чемпионы с 1998 года.

### Финальные матчи
| Сезон | Победитель             | Финалист                   | Счёт                   |
| ----- | ---------------------- | -------------------------- | ---------------------- |
| 1998  | «Жокей Клуб Кордоба»   | «Мариста»                  | 25–13                  |
| 1999  | «Жокей Клуб Кордоба»   | «Дуэндес»                  | 26–13                  |
| 2000  | «Жокей Клуб Росарио»   | «Тала»                     | 26–22                  |
| 2001  | «Ла-Таблада»           | «Карденалес»               | 21–16                  |
| 2002  | «Жокей Клуб Росарио»   | «Университарио де Тукуман» | 32–28                  |
| 2003  | «Дуэндес»              | «Карденалес»               | 22–20                  |
| 2004  | «Тала»                 | «Лос-Таркос»               | 35–26                  |
| 2005  | (турнир не проводился) | (турнир не проводился)     | (турнир не проводился) |
| 2006  | (турнир не проводился) | (турнир не проводился)     | (турнир не проводился) |
| 2007  | (турнир не проводился) | (турнир не проводился)     | (турнир не проводился) |
| 2008  | (турнир не проводился) | (турнир не проводился)     | (турнир не проводился) |
| 2009  | «Дуэндес»              | «Университарио де Тукуман» | 35–21                  |
| 2010  | «Ла-Таблада»           | «Карденалес»               | 25–18                  |
| 2011  | «Ла-Таблада»           | «Дуэндес»                  | 37–27                  |
| 2012  | «Дуэндес»              | «Карденалес»               | 40-21                  |
| 2013  | «Дуэндес»              | «Тала»                     | 36-6                   |
| 2014  | «Уру Куре»             | «Лос Тордос»               | 25-11                  |
| 2015  | «Кардиналес»           | «Лос Тордос»               | 26-16                  |
| 2016  | «Лос Таркос»           | «Хокей Клуб Росарио»       | 25-20                  |

### Распределение титулов
| Клуб                 | Побед в чемпионате | Победные сезоны        |
| -------------------- | ------------------ | ---------------------- |
| «Дуэндес»            | 4                  | 2003, 2009, 2012, 2013 |
| «Ла-Таблада»         | 3                  | 2001, 2010, 2011       |
| «Жокей Клуб Росарио» | 2                  | 2000, 2002             |
| «Жокей Клуб Кордоба» | 2                  | 1998, 1999             |
| «Тала»               | 1                  | 2004                   |
| «Уру куре»           | 1                  | 2014                   |
| «Кардиналес»         | 1                  | 2015                   |
| «Лос Таркос»         | 1                  | 2016                   |

## Комментарии
1. ↑  Соответствие чемпионатов и регионов страны:
  - Литораль — прибрежные регионы;
  - Нороэсте — северо-западные регионы;
  - Сентро — центральные регионы;
  - Норесте  — северо-восточные регионы;
  - Пампеана — регионы Пампы (юго-восток страны);
  - Оэсте — восточные регионы;
  - Патагонико — южные регионы.